# Aci Sant’Antonio
Aci Sant’Antonio – miejscowość i gmina we Włoszech, w regionie Sycylia, w prowincji Katania.
Według danych na rok 2004 gminę zamieszkiwały 15 664 osoby, 1118,9 os./km².